# Chiconi
Chiconi é uma comuna francesa no departamento ultramarino de Mayotte. Estende-se por uma área de 8.29 km², e possui 8.295 habitantes, segundo o censo de 2018, com uma densidade de 1.000 hab/km².